# 붉은꼬리검은유황앵무

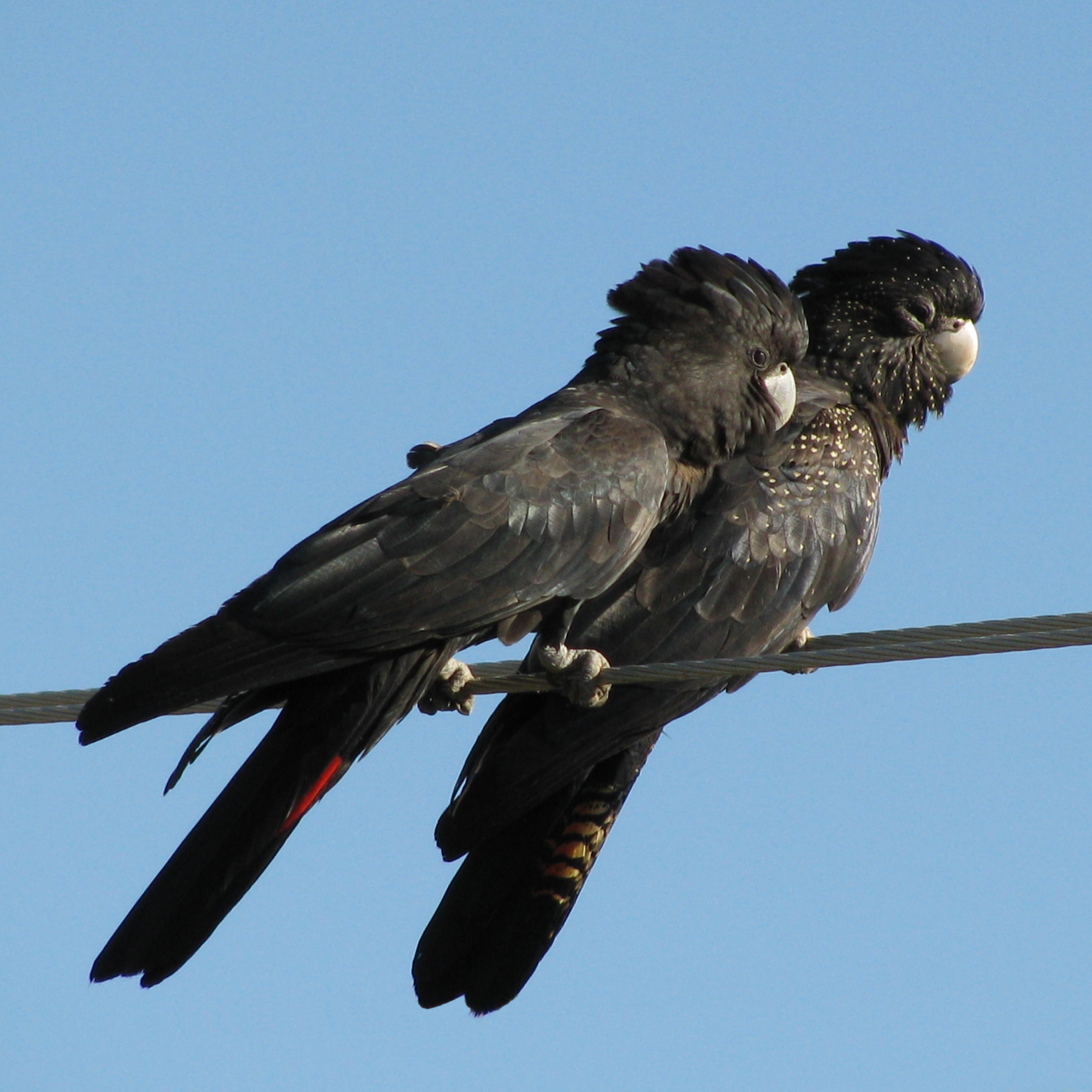

붉은꼬리검은유황앵무(Calyptorhynchus banksii)는 호주에 서식하는 커다란 검은 코카투이다. 성체 수컷은 꼬리에 특징적인 한 쌍의 밝은 빨간색 패널이 있어 종에 이름을 부여한다. 이는 대륙의 건조한 지역에서 더 흔하다. 주로 부리 크기가 다른 5개의 아종이 인정된다. 더 북쪽에 있는 아종이 널리 퍼져 있지만, 남쪽의 두 아종인 숲붉은꼬리검은앵무와 남동쪽 붉은꼬리검은앵무가 위협받고 있다.
이 종은 일반적으로 유칼립투스 숲이나 수로를 따라 발견된다. 북쪽 지역에서는 이 앵무새가 큰 무리를 이루고 있는 모습을 흔히 볼 수 있다. 이들은 씨앗을 먹고 구멍을 뚫고 둥지를 틀며 직경이 상당히 큰 나무, 일반적으로 유칼립투스에 의존한다. 호주 남동부의 인구는 삼림 벌채와 기타 서식지 변경으로 인해 위협을 받고 있다. 검은 앵무새 중에서 붉은꼬리 앵무는 조류 사육에 가장 잘 적응하지만, 호주 이외의 조류 사육에서는 검은 앵무가 훨씬 더 드물고 훨씬 더 비싸다.